# Librairie du Boulevard (Genève)
La Librairie du Boulevard est une librairie autogérée à Genève (gérée par la Société coopérative du GREP) fondée en 1975 et spécialisée dans les sciences humaines et sociales. De 1975 à 1981, elle est connue sous le nom de Kiosque du Boulevard. C'est une librairie politiquement engagée, par le choix des ouvrages proposés et par son mode de fonctionnement revendiqué comme « juste et équitable »,.

## Historique
La première démarche a lieu en 1974, quand quelques personnes veulent faire connaître des revues et des livres peu diffusés en Suisse. Une coopérative est créée et le projet débute avec un fonds de 70 000 francs et 40 coopérateurs. La coopérative rachète l’arcade du « Tabac du Boulevard », au boulevard Georges Favon, et le « Kiosque du Boulevard » naît en février 1975 : « les tabacs et cigarettes côtoient les revues et les livres ». La librairie démarre avec trois personnes à temps partiel qui développent la diffusion de petites éditions. La librairie serait « le fruit des utopies anarchistes des années 70 ».
Les locaux deviennent trop exigus et une nouvelle arcade est trouvée au boulevard du Pont-d’Arve, le « Kiosque » devient la « Librairie du Boulevard » en septembre 1981. Le stock dépasse 10 000 livres et le chiffre d’affaires progresse ce qui permet de verser des salaires raisonnables aux six permanents et un apprenti. Les salaires sont identiques pour tous. Après avoir reçu son congé en 1988, la librairie doit réinvestir dans une arcade neuve à la rue de Carouge en 1990, avec le soutien de la Banque alternative suisse. Quatre postes à plein temps sont répartis entre six permanents, plus deux apprentis. En 1994 est créé le « Boulevard de Poche » dans une ruelle voisine (le Passage St-François), centré sur les livres de poche. 
Le stock dépasse les 20 000 titres en 1997 et les surfaces de présentation et de stockage sont à nouveau trop limitées. Une nouvelle arcade est trouvée, toujours à la rue de Carouge, où la librairie déménage en février 1999. 
Pour ses 30 ans d’activité, la librairie édite en 2005 un calendrier perpétuel. En 2010, la librairie organise au Salon du livre de Genève le stand de la Suède, invité d’honneur. En 2012 une première permanente part à la retraite. Un livre sur l’autogestion appliquée à la Librairie du Boulevard est publié : La réunion du lundi. 
Dans le cadre de la votation fédérale sur le prix du livre en 2012, la Librairie du Boulevard co-signe une « Prise de position de librairies indépendantes », condamnant la politique de prix agressive des grandes enseignes, « rendue possible par les conditions commerciales scandaleusement avantageuses ».

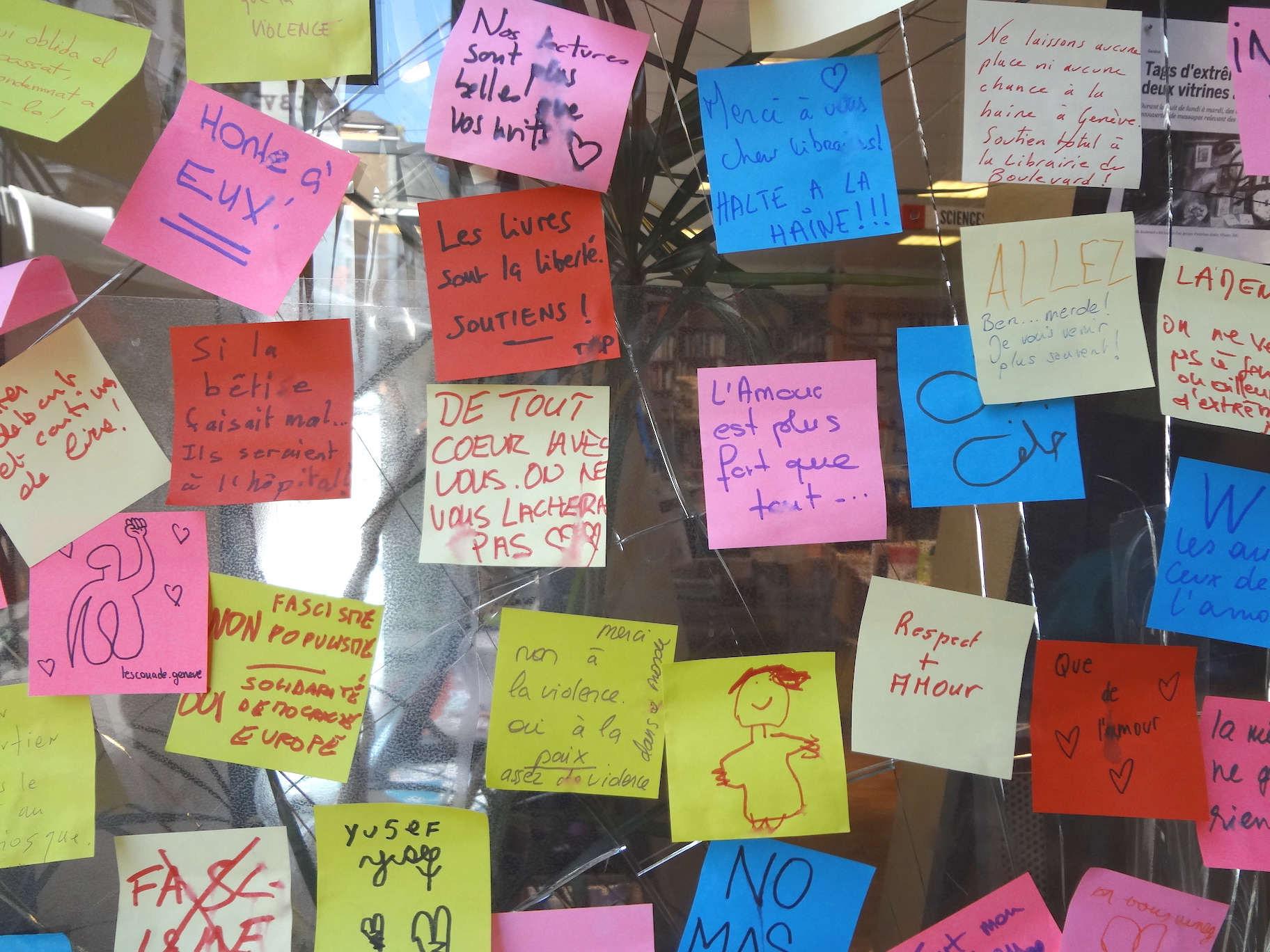
Soutiens exprimés sur la vitrine vandalisée en 2018.

Un Agenda 2015 est publié à l’occasion des 40 ans de la librairie. Une des permanentes témoigne alors de l’évolution de la librairie : « En quarante ans, l’esprit est resté le même mais notre démarche est beaucoup moins politisée qu’à l’époque. Avant, on fermait le magasin pour aller aux manifs. Ce n’est plus le cas. Aujourd’hui, on recherche d’abord du personnel formé. Avant, c’était l’engagement politique qui primait ».
Le projet « Le livre en l’air » est un réseau de solidarité débuté fin 2016. Les dons de clients contribuent à la mise à disposition de livres gratuits, signalés sur une ardoise à la librairie, qui ajoute 20 % aux dons effectués par les lecteurs. Un bilan effectués après six mois décompte 112 dons pour un montant total d’environ 1 300 francs qui ont permis l’achat de 46 livres,.
En 2018, un groupe genevois d’extrême droite s'attaque à la Librairie du Boulevard : une grille d’égout est lancée contre une vitrine consacrée à la littérature antifasciste, dans la nuit du 15 au 16 octobre. C’est la première fois que la librairie subit une telle agression,. Trois nuits plus tard, les centaines de messages de soutien manuscrits postés sur la vitrine endommagée sont aspergés ou détruits. D'autres messages les ont remplacés le jour même. Un ancien membre du collectif témoigne : « Cette attaque est attristante, violente et dérangeante. Mais c’est un signe que la librairie est un symbole et que le livre est une arme »,. Le conseiller d’État Thierry Apothéloz réagit sur ce fait divers dans une tribune : « S’attaquer au livre, avec toute la charge symbolique et historique que cela comporte, c’est cela la vraie tragédie de ce événement.(…) Et cela ne correspond évidemment pas à ma conception de la société genevoise, elle qui a fait du livre une tradition séculaire, reconnue et enviée dans le monde entier. ».

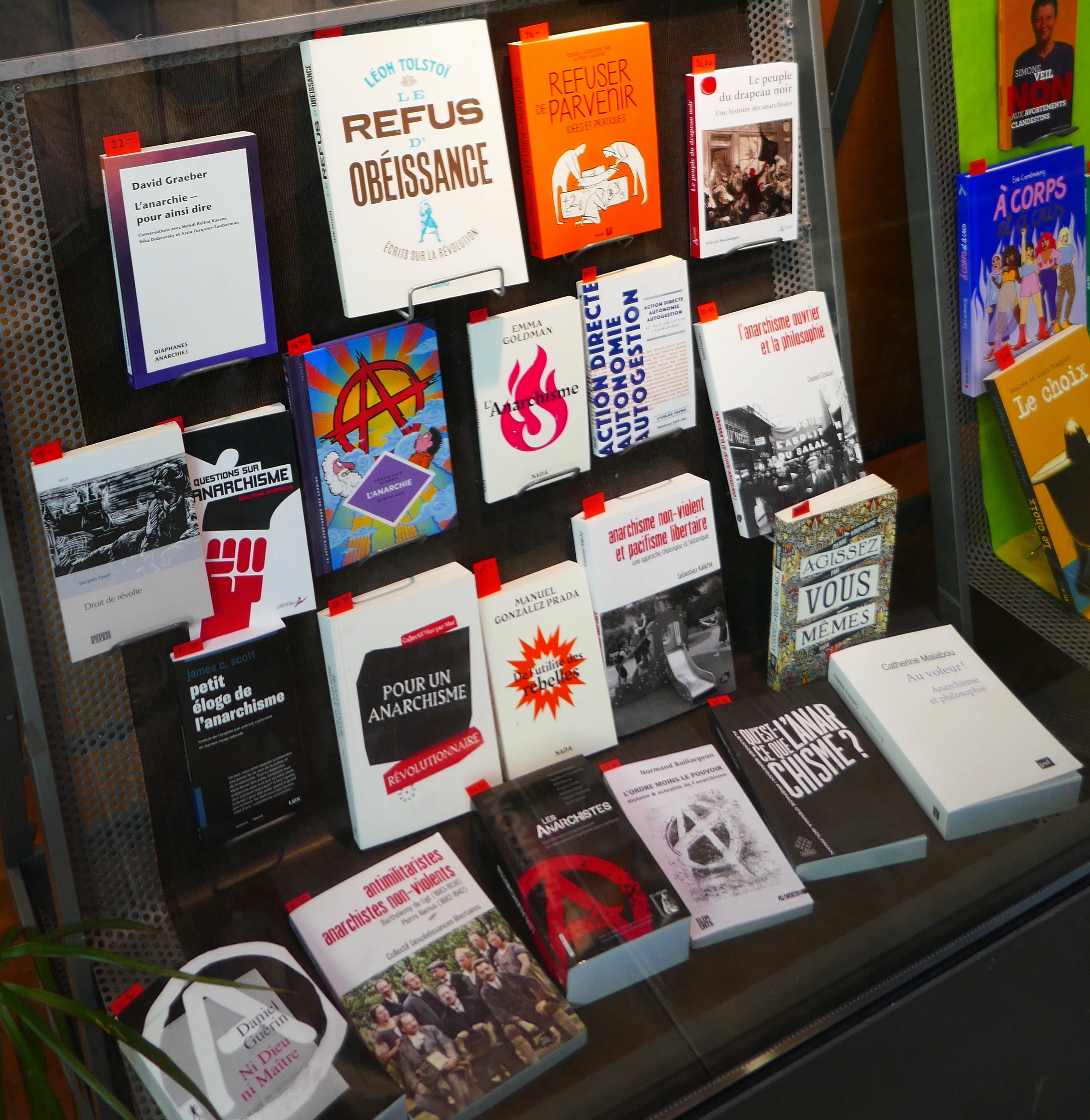
Vitrine sur l’anarchisme, 2022.

## Coopérative autogérée
La Librairie du Boulevard est une société coopérative fonctionnant en autogestion. Les employés ont tous le même statut, le même salaire et les mêmes responsabilités, ils prennent les décisions collectivement. Les six employés, secondés par deux apprentis, travaillent tous entre 60 et 80 %. 
La coopérative a démarré avec 40 personnes en 1975, elle en compte 110 pour un capital social de 170 000 francs en 1995, et plus de 230 en 2015.

## Activités
La librairie propose un service de commandes et de recherches, des conseils et un lieu d'échanges (rencontres avec des auteurs, manifestations diverses autour du livre). Spécialisée dans les sciences humaines et sociales et les revues spécialisées, la librairie développe en particulier les domaines suivants : économie, anarchisme, travail, situationnisme, genre, rapports Nord-Sud, écologie, psychologie, littérature, bandes dessinées, livres pour enfants, et poésie.
Des auteurs sont invités et des débats sont organisés dans la librairie. 
La librairie a accueilli, entre autres, dans les années 1980 : Catherine Baker et Gabriel Cohn-Bendit, Tahar Ben Jelloun, Michel Bühler, et dans les années 2010 : Jean Birnbaum, Alain Deneault, Mathias Énard, Naomi Fontaine, Christian Garcin, Philippe Gindre, P.M., André Markowicz, Anne-Catherine Menétrey, Michèle Petit, Edwy Plenel, Henrietta Rose-Innes, Daniel de Roulet, Aude Seigne, Emmanuel Todd, Sophie Van der Linden, Matthias Zschokke. Ces rencontres sont parfois coorganisées avec les maisons d’édition.
Exemple de débat : « Lire, cette indispensable nécessité », rencontre animée par Françoise Tschopp (intervenante sociale) le 17 mars 2017, avec Jessica Vilarroig (professeure de lettres) et Michèle Petit (anthropologue et auteure).
La librairie et ses permanents sont engagés et partenaires de la vie culturelle genevoise. Par exemple en 2013 la librairie est partenaire du « Concours littéraire des Communes de Bernex et Confignon ». Une permanente est membre de la commission de lecture des Éditions ies (Haute école de travail social de Genève - HETS).
La librairie du Boulevard est membre du Cercle de la Librairie et de l'Édition Genève, de la Chambre de l'économie sociale et solidaire (APRÈS-GE), de l’Association suisse des diffuseurs, éditeurs et libraires (ASDEL), ainsi que de la plateforme suisse e-readers.

## Publications
- Librairie du Boulevard 1995 : 20 ans (calendrier perpétuel), 26 p.

## Récompenses
La librairie est l’une des huit entreprises primées en 2018 avec le « Prix de l’entreprise formatrice », remis conjointement par le Département de l’instruction publique, de la formation et de la jeunesse (DIP) du canton de Genève, l’Association Cité des métiers et les associations patronales et syndicales.

### Livre
- Michel Schweri, La réunion du lundi : de l'autogestion appliquée à la Librairie du Boulevard, Genève, Les éditions des sauvages, Genève, 2012, 98 p. (ISBN 978-2-9700583-4-2)

### Articles
- Géraldine Viredaz, « L’autogestion analysée par ses défenseurs », Le Courrier,‎ 25 octobre 2009 (lire en ligne, consulté le 19 octobre 2018)

- Natacha de Santignac, « À la découverte de la librairie autogérée de la rue de Carouge », Journal de Bâle et Genève,‎ 9 novembre 2015 (lire en ligne, consulté le 24 décembre 2018)

- Manon Todesco et Thierry Porchet (photos), « Librairie du Boulevard : 40 ans d’autogestion », L’événement syndical, nos 38/39,‎ 16 septembre 2015 (lire en ligne, consulté le 19 octobre 2018)

- Michel Masserey, « Lire le monde autrement », Le Nouveau Quotidien,‎ 15 mai 1995, p. 62 (lire en ligne, consulté le 19 octobre 2018)

### Entretiens radiophoniques
- Entretien avec Laura du collectif de gestion de la Librairie du Boulevard à Genève, 34 minutes, LibrAdio, émission du 8.10.2016 depuis les studios de Fort-Barreau (écouter en ligne)

- Entretien avec Laura pour la Librairie du Boulevard et son nouveau projet : Livres en l’air, 33+20 minutes, LibrAdio, émission du 12.11.2016 depuis les studios de Fort-Barreau (écouter en ligne Partie 1, Partie 2)